# 룩소르 국제공항
룩소르 국제공항(영어: Luxor International Airport, 아랍어: مطار الأقصر الدولي)은 이집트 룩소르에서 6km 떨어진 동쪽에 있는 국제공항으로 카이로에서 비행기로 이 곳에 올 수 있으며, 전세편 국제선 운항이 활발한 이집트의 공항 중 하나이다. 또한 관광 코스인 나일강과 왕가의 계곡의 영향으로 여행 관광객이 많이 찾아온 편으로 알려져 있다.

## 운항 노선

### 국제선
| 항공사               | 목적지         |
| -------------------- | -------------- |
| 에어 아라비아 이집트 | 제다, 쿠웨이트 |

### 국내선
| 항공사      | 목적지 |
| ----------- | ------ |
| 이집트 항공 | 카이로 |
| 에어 카이로 | 카이로 |
| 나일 에어   | 카이로 |

## 사건 및 사고
- 2009년 2월 20일, 에어로리프트 소속 안토노프 An-12 항공기가 이륙 도중 엔진에 화재가 발생하면서 5명이 사망했다.[3]

## 같이 보기
- 이집트의 공항 목록